# Herbelin (entreprise)
Pour les articles homonymes, voir Herbelin.
Herbelin est une société horlogère traditionnelle française, familiale et indépendante située à Charquemont, dans le Doubs. Elle a été fondée en 1947 par Michel Herbelin. Les modèles sont dessinés, conçus, assemblés, réglés et contrôlés dans les ateliers de la marque à Charquemont. 

## Histoire
À partir de 1947, le fondateur commercialise ses créations sous la marque Impec qui n'est devenue Michel Herbelin qu'au cours des années 1960. Les fils de Michel Herbelin lui succèdent dans les années 1980 et créent le modèle Newport Yacht Club, au design directement inspiré des hublots de navires transatlantiques,. D'autres collections ont été créées comme Odyssée. L'entreprise communique régulièrement autour de l'univers marin. Les modèles sont équipés de mouvements suisses, mécaniques ou à quartz ETA, Ronda et Sellita. En 2014, Herbelin compte 3 000 points de vente dans plus de 50 pays,.